# Институт биологии гена РАН
Институт биологии гена РАН — учреждение Российской академии наук, входит в состав Отделения биологических наук РАН.
Институт биологии гена АН СССР был создан в 1990 году на базе отдела молекулярно-генетических проблем Института общей генетики им. Н. И. Вавилова АН СССР и части лаборатории биосинтеза нуклеиновых кислот Института молекулярной биологии им. В. А. Энгельгардта АН СССР. Функционирует с 1991 года в бывшем здании Института биоорганической химии АН СССР на ул. Ляпунова в Москве.
Организатором и первым директором института был академик РАН, Г. П. Георгиев. С 2006 по 2011 годы директором являлся академик Ю. В. Ильин. С 2011 года институт возглавляет П. Г. Георгиев.

## Направления деятельности
Основные направления научной деятельности института:
- регуляция работы гена и структура хроматина, функциональная геномика и биоинформатика;
- молекулярная медицина, генотерапия, стволовые клетки, клеточная терапия, биотерапия опухолей;
- структура и функционирование клетки, межклеточные взаимодействия, молекулярные основы клеточной дифференцировки, иммунитета и онкогенеза;
- генная и белковая инженерия, трансгенез.

Перечисленные направления деятельности соответствуют разделу VI «Биологические науки» Программы фундаментальных научных исследований государственных академий наук на 2013-2020 годы. Институт выполняет работы по следующим направлениям Программы: «Молекулярная генетика, механизмы реализации генетической информации, биоинженерия», «Молекулярные механизмы клеточной дифференцировки, иммунитета и онкогенеза», «Биотехнология». Кроме того, в соответствии с государственным заданием, в Институте выполняются проекты, финансируемые в рамках Программ Президиума РАН: Живая природа,Молекулярная и клеточная биология, Фундаментальные исследования для разработки медицинских технологий, Фундаментальные основы технологий наноструктур и наноматериалов. Сотрудники Института являются грантодержателями 12 проектов РНФ, 34 проектов РФФИ, 2 проектов МОН РФ (по состоянию на 2016 г). В частности, выполняются проекты в рамках ФЦП «Исследования и разработки по приоритетным направлениям развития научно-технологического комплекса России на 2014 - 2020 годы», Программы по привлечению ведущих ученых в российские образовательные организации высшего образования, научные учреждения, подведомственные Федеральному агентству научных организаций, и государственные научные центры Российской Федерации. Сотрудники выполняют работы по 3 грантам Президента Российской Федерации.
В ИБГ действует очная аспирантура по специальностям «Молекулярная генетика» и «Молекулярная биология», в которой в настоящее время обучаются 30 аспирантов. В 2011-2015 годах сотрудниками ИБГ РАН были защищены 5 докторских и 31 кандидатская диссертация.
Сотрудники ИБГ РАН ведут активную преподавательскую деятельность в различных ВУЗах (МГУ им. М.В. Ломоносова, МФТИ, ПМГМУ им. И.М. Сеченова). В 2014 году создана базовая кафедра Сколковского института науки и технологий, на которой сотрудниками ИБГ РАН проводится обучение студентов, а также выполнение дипломных работ магистрами Сколковского института науки и технологий.
Всего в ИБГ РАН работает 134 научных сотрудников, из них – 72 кандидатов, 25 - докторов наук. Количество молодых ученых (до 35 лет включительно) составляет 72 человек. В Институте биологии гена работают семь ведущих российских ученых с индексом цитирования выше 1000: акад. Георгиев П.Г., акад. Георгиев Г.П., акад. Ильин Ю.В., чл.-корр. Разин С.В., чл.-корр. Рысков А.П., д.б.н. Северинов К.В., д.б.н. Студитский В.М. Сотрудником Института является проф. Принстонского Университета Пол Шедл (Paul Schedl).
ИБГ РАН развивает широкую и плодотворную международную деятельность. Основным направлением международной деятельности Института является организация научно-технического сотрудничества в области молекулярной биологии, молекулярной генетики и биотехнологии с аналогичными зарубежными организациями, Национальными Академиями Наук, научно-исследовательскими институтами и кафедрами, коллективами ученых зарубежных стран и стран СНГ. Такое сотрудничество включает в себя совместные научные исследования, приглашение зарубежных ученых в ИБГ РАН, визиты сотрудников Института с целью обмена опытом.
Все лаборатории Института оснащены современным оборудованием для проведения молекулярно-генетических работ. В ИБГ РАН создан центр коллективного пользования «Биология живой клетки и биомедицинские нанотранспортеры лекарств».

## Структура
Лаборатории
- регуляции генетических процессов (академик РАН Георгиев П. Г.)
- структурно-функциональной организации хромосом (чл.-корр. РАН Разин С. В.)
- молекулярной иммуногенетики рака (д.б.н. Сащенко Л. П.)
- молекулярной генетики внутриклеточного транспорта (д.б.н. Соболев А. С.)
- молекулярной генетики микроорганизмов (д.б.н. Северинов К. В.)
- молекулярной генетики Drosophila (д.б.н. Головнин А. К.)
- молекулярных биотехнологий (д.б.н. Тиллиб С. В.)
- эпигенетики (д.б.н. Студитский В. М.)

Отдел регуляции экспрессии генов (д.б.н. Шидловский Ю. В.)
- регуляции экспрессии генов (д.б.н. Шидловский Ю. В.)
- группа молекулярной организации генома (к.б.н. Максименко О. Г.)

Отдел геномики и клеточных технологий (чл.-корр. РАН Рысков А. П.)
- Лаборатория организации генома (чл.-корр. РАН Рысков А. П.)
- Лаборатория нейрогенетики и генетики развития (д.б.н. Павлова Г. В.)

Отдел генной терапии рака (д.б.н. Коробко И. В.)
- лаборатория молекулярной онкогенетики (д.б.н. Коробко И. В.)
- лаборатория генной терапии (к.б.н. Ларин С. С.)

Отдел регуляции транскрипции и динамики хроматина (д.б.н. Краснов А. Н.)
- лаборатория транскрипционных факторов эукариот (чл.-корр. РАН Георгиева С. Г.)
- группа по изучению связи транскрипции и транспорта мРНК (д.б.н. Краснов А. Н.)

Группа при дирекции
- группа пространственной организации генома (к.б.н. Гаврилов А. А.)